# Lucerna
Lucerna (în germană Luzern, franceză Lucerne) este un oraș în Elveția centrală, cu o populație de 60.274 locuitori (31 decembrie 2003), capitală a cantonului Lucerna. Orașul este situat pe malul Lacului celor Patru Cantoane (Lacul Lucerna - Vierwaldstättersee).

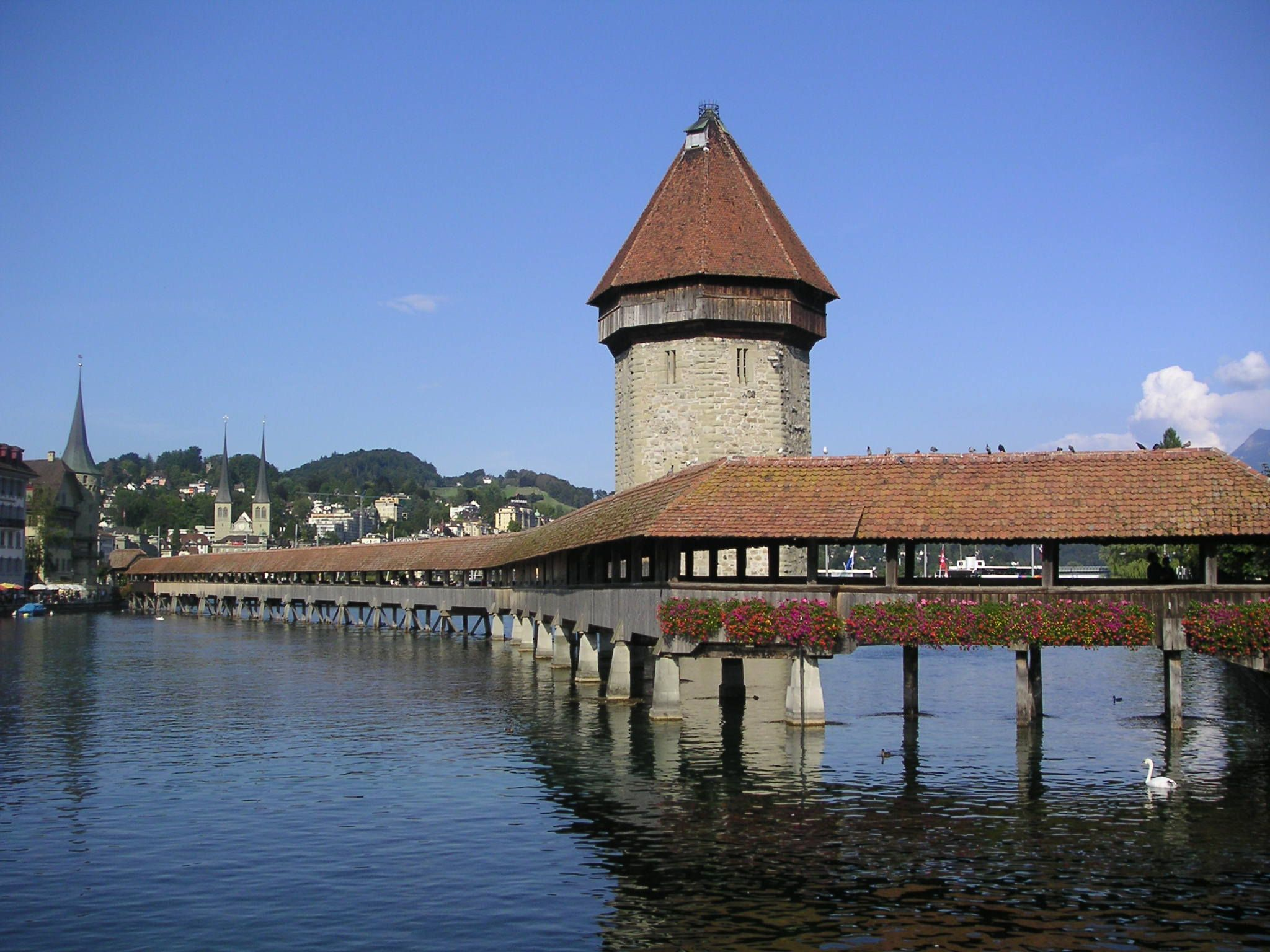
Kapellbrücke şi Wasserturm - emblema oraşului

Nu există o atestare documentară a fondării orașului, dar acesta este menționat în 840 sub numele de "Luciaria", nume ce provine de la o mănăstire a Sfântului Leodegar, fondată în jurul anului 730. Deschiderea drumului prin Pasul Sankt Gotthard în secolul al XIII-lea a făcut din Lucerna un important centru de schimb. Cucerit de Habsburgi în 1291, s-a alăturat Confederației Elvețiene în 1332. Lucerna fost capitală a Republicii Elvețiene în 1798.
Râul Reuss se varsă în lac, motiv pentru care în oraș există câteva poduri. Cel mai faimos este Podul Capelei (Kapellbrücke), un pod de lemn de 204 m lungime, construit inițial în 1333 și reconstruit în 1993 după un incendiu. Podul trece pe lângă Turnul cu Apă (Wasserturm) octogonal, o fortificație din secolul al XIII-lea. Podul împreună cu Turnul cu Apă reprezintă emblema orașului.

## Monumente și atracții turistice din Lucerna
- Biserica Iezuiților din Lucerna
- Muzeul de Transport al Elveției este un muzeu cu exponate din toate domeniile transportului, incluzând locomotive, vagoane, automobile, nave și avioane.
- Centrul de Cultură și Congrese din Lucerna, de pe malul lacului, a fost construit de Jean Nouvel. Centrul adăpostește una dintre cele mai importante săli de concert din lume (acustică: Russel Johnson). În fiecare an, spre sfârșitul verii, aici are loc faimosul festival Lucerna de muzică clasică.

## Personalități născute aici
- Walter Nigg (1903 - 1988), teolog reformat;
- Hans Urs von Balthasar (1905 - 1988), teolog, preot catolic;
- Jolanda Egger (n. 1960), actriță;
- Roger Andermatt (n. 1969), criminal în serie;
- Max Heinzer (n. 1987), scrimer.